# Recht auf ein faires Verfahren
Das Recht auf ein faires Verfahren („Fair Trial“) ist eine justizmäßige Ausprägung des Rechtsstaatsprinzips. Der Grundsatz ist in Europa in Art. 6 der Konvention zum Schutze der Menschenrechte und Grundfreiheiten (EMRK) niedergelegt. Das Recht auf ein faires Verfahren wird unter anderem verwirklicht durch den Anspruch auf eine mündliche Verhandlung und die gerichtliche Hinweispflicht. 

## Allgemeines
In der deutschen verfassungsrechtlichen Rechtsprechung wird die Geltung eines Rechts auf ein faires (rechtsstaatliches) Verfahren bejaht. Es gehört zu den wesentlichen Grundsätzen eines rechtsstaatlichen Verfahrens und wird als allgemeines Prozessgrundrecht qualifiziert. Seine Wurzeln werden im Rechtsstaatsprinzip (Art. 20 Abs. 3 GG) gesehen. Dies in Verbindung mit den Freiheitsrechten und Art. 1 Abs. 1 GG oder (nur) in Verbindung mit dem allgemeinen Freiheitsrecht nach Art. 2 Abs. 1 GG. Von einigen wird das Fairnessgebot auch als kongruent mit dem Rechtsgrundsatz von Treu und Glauben angesehen.
Das Recht auf ein faires Verfahren enthält nach dem Bundesverfassungsgericht keine in allen Einzelheiten bestimmten Ge- oder Verbote; vielmehr bedarf es der Konkretisierung je nach den sachlichen Gegebenheiten. Eine Verletzung des Rechts auf ein faires Verfahren liegt erst vor, wenn eine Gesamtschau auf das Verfahrensrecht auch in seiner Auslegung und Anwendung durch die Fachgerichte ergibt, dass rechtsstaatlich zwingende Folgerungen nicht gezogen worden sind oder rechtsstaatlich Unverzichtbares preisgegeben worden ist. Am allgemeinen Prozessgrundrecht des fairen Verfahrens sind alle diejenigen Beschränkungen zu messen, die von den spezielleren grundrechtlichen Verfahrensgarantien nicht erfasst werden.
Teil des Rechts auf ein faires Verfahren ist der Beschleunigungsgrundsatz, nach der Verfahren ohne unnötige Verfahrensverzögerungen enden müssen; dieser Grundsatz dient nicht nur der Sicherung der Rechte der vom Prozess betroffenen, sondern auch der Sicherung des Verfahrens, da "die Beweisgrundlage durch Zeitablauf verfälscht werden kann".

## Strafprozess
Insbesondere im Strafverfahren hat der Grundsatz große Bedeutung. Das Recht auf ein faires Verfahren gehört zu den wesentlichen Grundsätzen eines rechtsstaatlichen Strafverfahrens. Dazu zählen insbesondere der Anspruch auf rechtliches Gehör, die Unabhängigkeit des Gerichts sowie die effektive Verteidigung durch einen Rechtsanwalt. Einzelne Ausprägungen im Strafprozess sind die Unschuldsvermutung und der Grundsatz der Waffengleichheit zwischen der Staatsanwaltschaft und dem Beschuldigten. Des Weiteren:
- Die Verwertbarkeit rechtswidrig erhobener oder erlangter Informationen ist am Recht auf ein faires Verfahren zu messen.[1]
- Der Angeklagte darf nicht nur Objekt des Verfahrens sein; ihm muss vielmehr die Möglichkeit gegeben werden, zur Wahrung seiner Rechte auf den Gang und das Ergebnis des Verfahrens Einfluss zu nehmen.[4]
- Die Zulassung der Nebenklage in der StPO verstößt nicht gegen das Recht auf ein faires Verfahren.[4]
- Der Einsatz von V-Männern und Lockspitzeln zur Bekämpfung von Rauschgiftkriminalität oder Terrorismus verstößt nicht gegen das Recht auf ein faires Verfahren.[2]
- Der allgemeine, aber auch der besondere strafprozessuale Beschleunigungsgrundsatz, insbesondere in U-Haftsachen. Bei unnötigen Verzögerungen ist die U-Haft nach einer gewissen Zeit aufzuheben, bei einer unnötigen, nicht vom Täter zu vertretenden Verzögerung des Strafverfahrens wird ein Teil der ausgesprochenen Strafe als Ausgleich bereits im Urteil "als bereits vollstreckt" ausgeurteilt (die sogenannte ''Vollstreckungslösung'')[5].
- Die Nichtanwendung unmittelbar anwendbaren Rechts der Europäischen Union durch ein nationales Gericht kann das Recht auf ein faires Verfahren verletzen.[6]

## Sozialgerichtsprozess
„Der aus Art. 2 Abs. 1 GG iVm dem Rechtsstaatsprinzip bzw. Art. 6 EMRK abgeleitete Anspruch auf ein faires Verfahren soll sicherstellen, dass Streitigkeiten von einem unabhängigen und unparteiischen, auf Gesetz beruhenden Gericht in einem fairen Verfahren öffentlich und innerhalb angemessener Frist verhandelt werden (vgl. BSG Beschluss vom 18.6.2014 - B 10 ÜG 1/14 B - Juris RdNr 22). Er ist verletzt, wenn grundlegende Rechtsschutzstandards, wie das Gebot der Waffengleichheit zwischen den Beteiligten (vgl. EGMR, NJW 1995, 1413 - Dombo Beheer), das Verbot widersprüchlichen Verhaltens oder der Schutz vor Überraschungsentscheidungen nicht gewahrt werden (vgl. BSG SozR 4-1500 § 118 Nr. 3 RdNr 16 mwN).“